# Råbåndsknob
Et råbåndsknob er et af de bedst kendte knob, som bruges til at forene to stykker tov, der er nogenlunde lige tykke. Dog må tovstykkerne ikke være for stive, da knobet så nemt går op. Det kan bl.a. bruges til at beslå sejl, binde knuder på pakker osv. Hvis de to tovender er for forskellige, kan man i stedet bruge fx et flagknob til at binde dem sammen. 
Kællingeknuden er en fejlagtig udgave af råbåndsknobet. Man er ikke i tvivl, hvis man har bundet det forkert. Ved råbåndsknobet vil enderne komme til at ligge pænt parallelt med sig selv (se billede), mens de ved en kællingeknude vil komme til at ligge ud i en ret vinkel (som et kryds).
Et lignende knob er kirurgknobet, der har en ekstra tørn.

## Fremgangsmåde
Man starter med at binde en halvknude af de to ender, som de fleste også kender det fra bindingen af et snørebånd. Derefter binder man en halvknude mere, som dog skal vende omvendt. Det vil sige, at den rebende, der ligger øverst ved første halvknude, også skal ligge øverst ved anden.

## Ordets oprindelse
Ordet råbåndsknob stammer helt tilbage fra vikingetiden. Dengang fæstede man sejlet til råen (sidder på tværs af masten og holder sejlet) med råbånd der blev bundet i dette knob – altså råbåndsknob.